# Coleophora bulganella
Coleophora bulganella é uma espécie de mariposa do gênero Coleophora pertencente à família Coleophoridae.